# أوسكار ساول كاستيلو أندرادي
أوسكار ساول كاستيلو أندرادي (بالإسبانية: Óscar Saúl Castillo Andrade)‏ هو سياسي مكسيكي، ولد في 21 يناير 1966 في ولاية فيراكروز في المكسيك. حزبياً، نشط في حزب العمل الوطني. وقد انتخب عضو مجلس النواب المكسيك.